# Altıocak, Ceyhan
Altıocak là một xã thuộc huyện Ceyhan, tỉnh Adana, Thổ Nhĩ Kỳ.